# Sphaenorhynchus botocudo
Sphaenorhynchus botocudo é uma espécie de anfíbio da família Hylidae. Endêmica do Brasil, pode ser encontrada no município de Mucurici, no estado do Espírito Santo, e Mucuri, no estado da Bahia.